# 百貨店の一覧
百貨店の一覧（ひゃっかてんのいちらん）では、百貨店を羅列する。

## アジア

### 日本
- 三越・伊勢丹（三越伊勢丹ホールディングス）
- 大丸・松坂屋（J.フロント リテイリング）
- 髙島屋
- 阪急百貨店・阪神百貨店（エイチ・ツー・オー リテイリング）
- そごう・西武
- 近鉄百貨店
- 東急百貨店

### 韓国
- ロッテ百貨店
- 新世界百貨店
- 現代百貨店
- ギャラリア百貨店

### 中国
- 北京華聯
- 大商集団
- 久光百貨
- 銀泰百貨（英語版）(中国語:银泰百货)

### 香港
- 香港そごう
- 一田百貨
- 先施百貨
- 千色Citistore
- 永安百貨
- 香港JUSCO

### 台湾
- 遠東SOGO（旧太平洋SOGO）
- 遠東百貨
- 新光三越
- 大葉高島屋
- 廣三SOGO
- 統一時代百貨(旧統一阪急百貨)
- 大立百貨（旧大立伊勢丹）
- 耐斯松屋百貨
- 阪神百貨
- 中友百貨

### インド
- ショッパーズ・ストップ
- パンタルーン（フューチャー・グループ）

### インドネシア
- マタハリ百貨店

### シンガポール
- TANGS
- ロビンソン百貨店

### タイ
- セントラル百貨店・ロビンソン百貨店・ゼン百貨店（セントラル・グループ）
- モール百貨店・エンポリアム・パラゴン（モール・グループ）

### マレーシア
- 百盛百貨店（ライオン・グループ）
- メトロジャヤ

### 北朝鮮
- 平壌第一百貨店（英語版、ロシア語版）

## オセアニア

### オーストラリア
- マイヤー
- デビッド・ジョーンズ
- ゴーウィングス
- グレース・ブロス

## 北アメリカ

### アメリカ合衆国
- メイシーズ
- サックス・フィフス・アベニュー
- ブルーミングデールズ
- シアーズ
- J.C.ペニー
- ノルドストルム
- ニーマン・マーカス
- ロード・アンド・テイラー
- バーグドルフグッドマン
- バーニーズ・ニューヨーク
- リバティーハウス
- ヨコハマ・オカダヤ
- 白木屋
- マーシャル・フィールド
- カーソン・ビリー・スコット

### カナダ
- オギルヴィー

## ヨーロッパ

### イギリス
- ハロッズ
- フォートナム&メイソン
- リバティ
- セルフリッジズ
- ハーヴェイ・ニコルズ
- ジョン・ルイス
- デベナムズ
- TJヒューズ
- ハウス・オブ・フレーザー
- オールダーズ
- フェンウィック

### イタリア
- ラ・リナシェンテ
- コイン

### オーストリア
- ゲルングロス

### オランダ
- デ・バイエンコルフ

### スイス
- グロービュス・グラン・パサージュ

### スペイン
- エル・コルテ・イングレス

### ドイツ
- カウフハウス・デス・ヴェステンス（ドイツ語版）（カーデーヴェー）
- カウフホーフ（メトロ・グループ）
- ヘルティー
- カールシュタット (百貨店)（ドイツ語版） - 1881年創業。2014年8月14日にオーストリアの不動産会社シグナ・ホールディングスに買収された。Galeria Kaufhofと合弁会社ガレリア・カールシュタット・カウフホーフを設立。KaDeWeグループを保有していた。
  - ガレリア・カールシュタット・カウフホーフ（ドイツ語版） - 2024年1月9日、運営していたシグナ・ホールディングスの破綻のあおりをうけて、破産[1]。
  - KaDeWeグループ（ドイツ語版） - 老舗百貨店のオーバーポリンガー（ドイツ語版）、アルスターハウス（ドイツ語版）などを運営していた。2024年、運営していたシグナ・ホールディングスの破産に伴いタイのコングロマリットセントラル・グループが買収した。

### フィンランド
- ストックマン

### フランス
- ボン・マルシェ百貨店 ※世界最初の百貨店
- プランタン
- ギャルリ・ラファイエット
- バザール・ド・ロテル・ド・ヴィル（BHV）

### ロシア
- グム百貨店
- クラスノプレスネンスキー
- 中央百貨店ツム
- ユニバーマグ・モスコフスキイ